# FM O Dia Macaé
FM O Dia Macaé é uma emissora de rádio brasileira sediada na cidade de Macaé, no estado do Rio de Janeiro. Opera na frequência FM 99.7 MHz e é afiliada à FM O Dia. Fundada originalmente como Rádio Jornal de Macaé, em 1945, operava na frequência AM 820 kHz.

## História
A Rádio Jornal de Macaé – primeiramente chamada de “A Princesinha do Atlântico”, foi inaugurada em 1945 e teve como proprietários nomes como o do Deputado Federal Alair Ferreira, Iltamir Abreu e do comunicador Haroldo de Andrade.

### Rádio Globo (2010–2017)
Em 29 de Julho de 2010 juntamente com o aniversário de Macaé entrava no ar com recepção de sinal via satélite, mais uma afiliada da Rádio Globo, a Rádio Globo Macaé.
A afiliação durou até 26 de outubro de 2017, quando deixaram de retransmitir a programação de rede e passaram a anunciar nova programação para 30 de outubro. 

### Hits FM (2018–2023)
Entre outubro de 2017 até outubro de 2018, a AM permaneceu no ar provisoriamente como Rádio Nova 820 até sua estreia oficial como Hits FM, emissora de formato adulto-contemporâneo.
Em 21 de agosto de 2023, a Hits FM entrou em operação em Macaé na frequência 106.9 MHz, e informou aos seus ouvintes que estava migrando para a mesma, confirmando a sua saída brevemente da frequência 99.7 MHz.
Em 20 de setembro de 2023, deixa de repetir a programação da 106.9 MHz, e passa a fazer expectativa para a programação da FM O Dia Macaé, que irá começar suas atividades em meados de outubro.

### FM O Dia (2023–presente)
Em 17 de outubro de 2023 a emissora passa a ser afiliada à FM O Dia, inicialmente a emissora estava prevista a estrear na nova rede em setembro, porém devido à problemas, teve sua incorporação ao sinal da rede carioca efetivada no mês seguinte.